# Koan
Koan (jap. kōan, z chiń. gōng’àn, dosłownie publiczny przypadek; wiet. công án) – jedna z metod praktyki buddyzmu zen (chan). Paradoksalne pytanie lub opowieść.

## Definicja i uwagi wstępne
Koan to szczególne ćwiczenie dla umysłu, poza myśleniem, które zalecane jest uczniowi przez mistrza chan. Specyficzna konstrukcja koanu przeczy logicznym założeniom, a tym samym uderza w przywiązania i przyzwyczajenia człowieka. Pierwotnie zwrot ten odnosił się do dokumentu z oficjalną transakcją lub do przypadku, który ustalił precedens prawny.
Zwyczajne ludzkie rozumowanie polega na budowaniu jednej rzeczy na szczycie innej, czyli jest dodawaniem czegoś do już istniejącej i umysłowo postrzeganej wiedzy. A więc jest również cofaniem się do przeszłości. Ma to swoje zalety, ale i wady. Między innymi to stałe stopniowanie powoduje, że umysł porusza się w sferze pojęć i wyobrażeń, traktując je jako konkretne zjawiska. Tak naprawdę porozumiewamy się z innymi słowami, określającymi pewne pojęcia, których właściwie nie rozumiemy. Nie są to nasze słowa, nasze nazwy, nasze pojęcia i zjawiska. Równocześnie umysł zmuszony do ciągłych rozróżnień: złe–dobre, brzydkie–piękne, moje–twoje – wpada w schematy i coraz bardziej się ogranicza. Każda informacja przechodzi przez raster przyzwyczajeń, przywiązań, chęci i niechęci, i zostaje przekłamana; większości informacji nie zauważa nawet nasza świadomość, mimo tego, że zostały postrzeżone.
Mistrzowie chan po to pracowali przez kilkaset lat nad koanami i techniką ich użycia, aby wyzwolić człowieka ze schematów, w które wpadł jego umysł oraz z nieprzetworzonych i nieprzyswojonych przez niego pojęć i abstrakcji.

## Koan w działaniu
Koan zbija umysł z kolein, w które sam wszedł. Specyficzna, paradoksalna i nielogiczna postać koanu powoduje, że nie może on być rozwiązany przez umysł znajdujący się w koleinie, umysł skrępowany i schematyczny. Dlatego mówi się w zen jeśli myślisz, nie potrafisz odpowiedzieć na koan.

### Rola mistrza
Trzeba jasno zobaczyć, dlaczego tak ważny jest mistrz, który daje uczniowi ten nierozwiązywalny problem. Koan wywodzi się z głębi umysłu mistrza, który z punktu widzenia ucznia jest nadumysłem, ale z punktu widzenia zen – jest nieumysłem. Mistrz niczego nie przygotowuje, nie wymyśla i nie planuje; cała sytuacja wyrażenia koanu jest całkowicie spontaniczna, gdyż tak właśnie działa czysty umysł. Z drugiej strony – odpowiedź udzielana przez ucznia musi być także całkowicie spontaniczna, bez myślenia czy wahania. Jednak odpowiedzi ucznia wychodzą z jego podświadomości, a koan mistrza – z jego nad- czy nieumysłu. Odpowiedzi informują mistrza na jakim etapie praktyki, czy na jakim poziomie, znajduje się uczeń. Czy potrafi być tu i teraz na 100%, czy myślenie dalej przesłania mu właściwe rozwiązanie (które każdy ma już w sobie), czy przyswoił (przetrawił) świat, w którym żyje itd.

## Konstrukcja koanu

Wu – nie

Koan, to jest całe zadanie, które mistrz daje uczniowi. Tak więc z reguły najdłuższą i wstępną częścią jest anegdotka, jakieś wydarzenie – w większości wypadków związane z historycznymi postaciami chanu. Końcową częścią historyjki jest z reguły pytanie mistrza lub odpowiedź mistrza. I to jest najważniejsza część koanu. W języku chińskim ta część nazywana jest huatou, czyli dosłownie szczyt słowa. Oto krótki koan
Mnich zapytał mistrza chan Zhaozhou Czy pies ma naturę Buddy?(僧問：狗子還有佛性也無)
Wu (nic/żaden) – odpowiedział mistrz. (師云：無)
Cała ta anegdota to koan, natomiast odpowiedź mistrza to huatou.

## Historia koanów
Rozwój tradycji koanowej
I. Chiny
- 1. Tang: dialogi podczas spotkań
- 2. XI w.: a. transmisja w "hagiografiach lampy"; b. "zapisane wypowiedzi" indywidualnych mistrzów (chiń. yulu)
- 3. XII w.: wielopoziomowe komentarze prozą i wierszem koanowych zbiorów
- 4. XIII-XVII w.: metoda skrótowa: a. w stylu linji; b. w stylu caodong

II. Japonia
- 5. a. skonstruowane komentarze Dōgena; b. "frazy korespondujące" Daitō; c. poezja Ikkyū Sōjuna; d. "Kirigami" szkoły sōtō
- 6. XVIII w.: systematyzacja Hakuina
- 7. Czas współczesne: obecne podejście do kōanów w szkole rinzai[1]

Historia koanów jest długa. Uważa się, że sięga mistrza chan Mazu Daoyi (709–788), który jako pierwszy zaczął zadawać uczniom pytania, na które nie było odpowiedzi, aby w chwili, gdy umysł ucznia znalazł się w pułapce, przed czarną ścianą, krzyknąć mu do ucha lub użyć innej wstrząsowej metody. Tak więc praktyka koanowa (chociaż nie używano jeszcze tego terminu), zaczęła się rozwijać w szkole hongzhou, ale pracowały nad nią wszystkie szkoły chan. Tradycje hongzhou przejęła szkoła linji, z którą automatycznie łączą się pojęcia praktyki koanowej.
Liczne koany pochodzą z zapisów praktyki wenda – praktyki „pytań-odpowiedzi” zmierzającej nie do objaśnienia teorii nauki, lecz obudzeniu umysłu ucznia (z kolei tekstów koanów często używa się do praktykowania wenda).
Kolejnym wielkim mistrzem, który w wielkim stopniu przyczynił się do rozwoju tej praktyki był Fenyang Shanzhao (947–1024). Jego dziełem jest zbiór 100 koanów (podzielony na trzy części), do których dodał on swoje własne wiersze streszczające każdy koan poetyckim językiem. Fenyang wude chanshi yulu wpłynęło w znacznym stopniu na późniejszą innowację w studiach koanowych, tzw. zhuyu, co rozwinął później w Japonii mistrz zen Hakuin.
Jednak praktyka koanowa jako metoda została stworzona przez mistrza chan Huanglonga Huinana (1002–1069). Dla lepszego sprawdzania swoich uczniów stworzył pierwszy test koanowy, zwany trzema barierami Huanglonga.
Mniej więcej w tym samym czasie zaczęły powstawać zbiory historyjek o mistrzach, które potem były wykorzystywane jako koany.
- Biyan lu (Zapiski Błękitnej Skały) – ta pierwsza antologia koanów jest dziełem mistrza chan Xuedou Chongxiana (980–1052).
- Congrong lu (Zapiski Wielkiego Spokoju) – skompletował ją i skomentował koany mistrz chan Hongzhi Zhengjue (1091–1157).
- Wumenguan (Bezbramna brama) – zestawił, skomentował prozą i wierszami mistrz chan Wumen Huikai (1183–1260).

Te trzy książeczki odegrały w późniejszej historii chanu olbrzymią rolę.
Użycie z kolei historyjek w roli koanu zawdzięczamy mistrzowi chan Yuanwu Keqinowi (1063–1153). Wtedy pojawia się pojęcie gong’an.
Wraz z użyciem koanów w praktyce chan powstał tzw. kanhua chan, czyli chan introspekcji koanu.
Praktyka koanowa dała chanowi nową, skuteczną metodę nauczania, która przez około 500 lat czyniła pracę mistrza z uczniem niezwykle efektywną. Z drugiej jednak strony koan stał się już w XIV w. tylko intelektualną grą, co było jedną z przyczyn powolnego schyłku chan.

### Korea
W Korei, gdzie praktyka konganowa (chiń. gong’an) była podstawową praktyką sŏn (chiń. chan) nigdy do takiego zintelektualizowania nie doszło. Z dziewięciu górskich szkół sŏn aż osiem pochodziło z linii przekazu Dharmy linjizong (szkoły linji). Mistrz sŏn Chinul (1158–1210) wprowadził do Korei praktykę huatou (kor. hwadu) i poświęcił wiele miejsca w swoich dziełach praktyce konganowej. Jego uczeń Hyesim Chingak (1178–1234) skompletował w 1226 r. pierwszy w Korei zbiór 1472 konganów Sŏnmun yŏmsog chip. Gdy w 1356 r. wszystkie szkoły sŏn połączyły się na skutek prześladowań w jedną nazwaną Chogye chong w dalszym ciągu praca z konganami była główną praktyką. Nawet wtedy, gdy w 1424 r. zmuszono szkołę Chogye do połączenia się z doktrynalnymi szkołami buddyzmu koreańskiego praktyka konganowa pozostała wiodącą techniką nauczania.
Ponieważ buddyzm był w Korei tępiony od końca XIV wieku do 1910 r. przez konfucjańską dynastię Yi, wielu mistrzów sŏn ukrywało się na odludziu, w odległych górach. Było to jedną z przyczyn, że buddyzm koreański zachował ten intuicyjny, ludyczny i bardziej taoistyczny charakter; dotyczy to także praktyki konganowej. Walki Dharmy koreańskich mistrzów sŏn są dzięki temu niezwykle ostre i bezkompromisowe.
Współczesny wybitny mistrz sŏn Sŭngsan stworzył i obdarzył komentarzami zbiór 235 konganów Zen. Perfect companion (1992).
Oficjalnych koanów jest ok. 1700. Wszystkie są używane jedynie w koreańskim sŏnie.

### Japonia
W Japonii praktykę kōanów (chiń. gong’an) odnowił mistrz zen Hakuin (1686–1769), klasyfikując różne rodzaje odpowiedzi tradycyjnie związane z grupami wzorcowych kōanów. Takie próby klasyfikacji podejmowano wcześniej, np. podział kōanów na trzy grupy:
- grupa pradżni – intuicyjna
- grupa akcji – działająca
- grupa ostateczna

Hakuin podzielił kōany (i odpowiedzi na nie) na pięć grup:
- Hōsshin (Dharmakaja): odpowiedź jest powtórzeniem słów mistrza, jego gestów, działań a nawet ciszy w sposób, który wykazuje, że uczeń posiadł już zrozumienie. Ta grupa pozwala na wejście do granicznej bramy zen.
- Kikan (Złączenie różnic): odpowiedź przez działanie lub użycie jakiegoś przedmiotu. Zwana także sprytną barierą. Jest to czynne wyrażenie stanu urzeczywistnionego w grupie pierwszej.
- Gonsen (Dociekanie słów): odpowiedź przez krótką wypowiedź związaną z czymś konkretnym lecz wolną od myślenia i abstrakcji.
- Nantō (Trudne do przejścia): odpowiedź przez trudne do uchwycenia wyrażenie zrozumienia; profanowi może się wydawać bez związku.
- 5.Go-i (Pięć stopni): odpowiedź przez odwołanie się do systemu pięciu stopni Dongshana Liangjie (807-869).

## Przykłady koanów
- Krótki dialog pomiędzy mistrzem i uczniem

Uczeń Czym jest Budda?
Mistrz Trzy funty lnu.
- Pytanie mistrza – jest to także przykład huatou, które stały się całym koanem

Dwie dłonie i mamy klaśnięcie. Jaki jest dźwięk jednej dłoni?
Jak wyglądała Twoja pierwotna twarz, nim narodzili się Twoja matka i Twój ojciec?
Jaki jest dźwięk fletu bez otworów?
- Te koany zwracają uwagę na naturalną tendencję umysłu do myślenia w kategoriach dualizmów (dwie dłonie, matka i ojciec) i pluralizmów (otwory we flecie). Mają ukazać trudność myślenia w kategoriach niedualistycznych (jedna dłoń, uniwersalna twarz, flet bez otworów). Matka i ojciec to metafora myśli. Narodziny oznaczają początek myślenia. Aby zobaczyć pierwotną twarz, należy uciszyć myślenie.

- Historyjka z życia mistrza

Pewnego razu Deshan wszedł do sali Dharmy niosąc swoje miski. Xuefeng (gospodarz) powiedział Czcigodny mistrzu, w dzwon jeszcze nie zadzwoniono i w bęben jeszcze nie uderzono. Dokąd idziesz niosąc swe miski? Deshan powrócił do pokoju mistrza. Xuefeng opowiedział to Yantou (głównemu mnichowi). Yantou powiedział Wielki mistrz Deshan nie rozumie ostatniego słowa. Deshan usłyszał o tym i wezwał Yantou. Czy mi nie wierzysz? – zapytał. Wówczas Yantou szepnął coś mistrzowi do ucha. Deshanowi zrobiło się lżej na sercu. Następnego dnia, gdy wygłaszał mowę, Deshan był naprawdę inny niż zwykle. Yantou wyszedł przed salę Dharmy, zaśmiał się głośno, klasnął w dłonie i powiedział Cóż za radość! Wielki mistrz zrozumiał ostatnie słowo! Odtąd nikt nie będzie w stanie go skrytykować.
- Do tego koanu mogą być postawione następujące pytania: Co to było za ostatnie słowo? Co Yantou szepnął mistrzowi na ucho? Czym różniła się mowa mistrza od poprzednich? Gdybyś ty był mistrzem, to co byś zrobił (na zwróconą sobie uwagę?)